# خفاش‌های دم‌آزاد
سردهٔ خفاش‌های دم‌آزاد (نام علمی: Tadarida) دارای ۹ گونه یا بیشتر از خفاش‌های دم‌آزاد است که به دو زیرسرده تقسیم می‌شوند، که نخستین آنها شامل هفت گونه است که در سراسر جهان قدیم (از جمله جنوب اروپا و شمال آفریقا، بخش‌های بزرگی از جنوب آسیا و هند) درست در سراسر ژاپن) پراکنده شده است. چهار گونه منحصراً در آفریقا از جمله ماداگاسکار وجود دارند، در حالی که دو گونه دیگر به ترتیب در مرکز پاپوآ گینه نو و غرب و جنوب استرالیا دیده می‌شوند.
گونه نسبتاً شناخته‌شده خفاش دم‌آزاد اروپایی (T. teniotis)، که در جنوب اروپا و شمال آفریقا، خاورمیانه و در سراسر آسیای جنوبی تا ژاپن یافت می‌شود، اغلب در اواخر بعد از ظهر پرواز می‌کند، جایی که به دنبال حشرات در کنار بادخورک‌ها (Apodidae)، پرستوها و چلچله‌ها (Hirundinidae) پرواز می‌کند.